# Ralph Wilson
Ralph Wilson, (24 de junio de 1880 -. Desc) era una gimnasta que compitió en las pruebas de gimnasia en los Estados Unidos.
Wilson se unió al gimnasio del National Turnverein para competir en los Juegos Olímpicos de San Luis 1904, en el que ganó una medalla olímpica. En su única participación en los Juegos Olímpicos, compitió en la carrera de lanzamiento de mazas, donde; vencido por compatriotas Edward Hennig y Emil Voigt, terminó en el tercer lugar.